# عملية المرساة
كانت عملية المرساة اسمًا لأربعة سلاسل اختبار أسلحة نووية بريطانية لأول القنابل الذرية والهيدروجينية، التي نُفذت بين عامي 1957 و1958 في كل من جزيرتي مالدن وكريماتي (جزيرة عيد الميلاد) في المحيط الهادئ كجزء من البرنامج البريطاني للقنبلة الهيدروجينية. أجريت تسع تفجيرات نووية، توّجت بتحول المملكة المتحدة إلى ثالث دولة معترف بامتلاكها أسلحة نووية حرارية، وباستعادة العلاقة النووية الخاصة التي تربطها بالولايات المتحدة عبر اتفاقية الدفاع المشترك بين الولايات المتحدة والمملكة المتحدة في عام 1958.
خلال الحرب العالمية الثانية، كان لدى بريطانيا مشروع للأسلحة النووية أُطلق عليه «سبائك الأنابيب»، الذي دُمج مع مشروع مانهاتن الأمريكي في شهر أغسطس/آب من العام 1943. ساهم عددٌ من نخبة العلماء البريطانيين في مشروع مانهاتن.
بعد الحرب، خشية أن تفقد بريطانيا مكانتها كقوة عظمى، استأنفت جهودها في تطوير القنابل الذرية، في ما يطلق عليه اليوم «البحث عالي الانفجار». كان الاختبار الناجح للقنبلة الذرية في عملية الإعصار في شهر أكتوبر/تشرين الأول من العام 1952 بمثابة إنجاز علمي وتكنولوجي هائل، كانت بريطانيا ما تزال متخلفة لسنوات عديدة عن الولايات المتحدة في ما يتعلق بتكنولوجيا الأسلحة النووية.
في شهر يوليو/تموز من العام 1958، قرر مجلس الوزراء تطوير القنبلة الهيدروجينية. خرجت هيئة الطاقة الذرية البريطانية المعروفة بمؤسسة أبحاث الأسلحة الذرية في ألدرماستون بثلاث تصميمات: سُمي الأول «أورانج هيرالد»، وهو سلاح انشطاري معزز ضخم؛ والثاني«غرين بامبو»، وهو تصميم نووي حراري مرحلي؛ أما الثالث فـ«غرين غرانيت»، وهو سلاح نووي حراري حقيقي. اشتملت أول سلسلة تجريبية على ثلاثة اختبارات في كل من شهري مايو ويونيو من العام 1957. في الاختبار الأول المعروف باسم «المرساة 1» أُسقط نوع من الجرانيت الأخضر المعروف باسم الغرانيت القصير من طائرة فيكرز فالينت يقودها قائد الجناح كينيث هوبارد. أنتجت القنبلة طاقةً تقدر ب300 كيلوطن من الـ تي إن تي (1300 تيرا جول)، أقل بكثير من القدرة التي صممت لأجلها. رغم فشل هذا الاختبار، إلا أنه اعتبر انفجارًا حراريًا ناجحًا، ولم تؤكد الحكومة أو تنفي التقارير التي تحدثت عن تحول المملكة المتحدة إلى قوة نووية حرارية ثالثة. أما الاختبار الثاني فكان باسم «المرساة 2» لسلاح أورانج هيرالد. بلغت قدرة القنبلة ما يقدر بين 720 إلى 800 كيلوطن من مادة التي إن تي (بين 3000 و3300 تيرا جول)، ما يجعلها سلاحًا من رتبة الميغاطون. كانت أكبر قنبلة بمرحلة واحدة أنجزت على الإطلاق. كانت «المرساة 3» اختبارًا لسلاح «الجرانيت الوردي»، وهو غرانيت قصير مع بعض الإصلاحات. كانت قدرة القنبلة مخيبة للآمال، إذ بلغت 300 كيلوطن من الـ تي إن تي (1300 تيرا جول).
كانت هناك حاجة إلى سلسلة اختبارات ثانية. تألفت من اختبار واحد، عُرف باسم «المرساة إكس»، في شهر نوفمبر/تشرين الثاني من العام 1957. تجاوزت قدرة القنبلة هذه المرة 1.8 ميغاطون من الـ تي إن تي (7.5 بيكو جول) متجاوزةً التوقعات. كانت هذه قنبلة هيدروجينية حقيقية، لكن معظم مردودها كان من الانشطار النووي وليس من الاندماج النووي. في سلسلة ثالثة من الاختبارات عُرفت باسم «المرساة واي» في شهر أبريل/نيسان من العام 1958، اختُبر تصميم آخر. مع قدرة تفجير بلغت نحو 3 ميغاطون من الـ تي إن تي (13 بيكو جول)، بقيت تلك القنبلة أكبر سلاحٍ نووي تم اختباره. كان تصميم المرساة واي ناجحًا بشكل ملحوظ لأن الكثير من مردود القنبلة جاء من تفاعلها النووي الحراري وليس من انشطار نظير اليورانيوم-238، ما جعلها قنبلة هيدروجينية حقيقية، وأشار التنبؤ الدقيق تقريبًا بالقدرة التفجيرية للقنبلة إلى فهم مصمميها لما كانوا يعملون عليه. جرت سلسلة من 4 تجارب في شهري أغسطس وسبتمبر من العام 1985، عرفت باسم «المرساة زد»، تقنيات لتعزيز القنابل وجعلها منيعة للانفجار المبكر الذي يمكن أن يتسبب به انفجار نووي قريب. أُلقيت قنبلتان منهما عبر المناطيد؛ واحدة غيرهما كانت اختبارًا لإلقائها خارج نطاق رؤية الرادار. دخل قرار وقف التجارب حيز التنفيذ في شهر أكتوبر من العام 1958، ولم تستأنف بريطانيا اختباراتها في الغلاف الجوي أبدًا.

## خلفية
خلال الجزء الأول من الحرب العالمية الثانية، كان لدى بريطانيا مشروع للأسلحة النووية، أُطلق عليه اسم «سبائك الأنابيب». في مؤتمر كيبك في شهر أغسطس/آب من العام 1943، وقع رئيس وزراء المملكة المتحدة ونستون تشرشل ورئيس الولايات المتحدة فرانكلين روزفلت على إتفاق كيبك الذي دمج مشروع سبائك الأنابيب مع مشروع مانهاتن الأمريكي لإنشاء مشروع مشترك بين بريطانيا والولايات المتحدة وكندا. مددت إتفاقية هايد بارك في شهر سبتمبر/أيلول من العام 1944 التعاون التجاري والعسكري إلى فترة ما بعد الحرب. ساهم عديدٌ من نخبة العلماء البريطانيين في مشروع مانهاتن.
كانت الحكومة البريطانية على ثقة من أن أمريكا ستواصل مشاركة التكنولوجيا النووية، وهي ما اعتبرته اكتشافًا مشتركًا. في 16 نوفمبر من العام 1945، وقع ترومان وأتلي اتفاقا جديدًا يحل محل اشتراط إتفاق كيبيك لـ «الموافقة المتبادلة» قبل استخدام الأسلحة النووية بـ «التشاور المسبق»، وأنه ينبغي «التعاون الكامل والفعلي في مجال الطاقة الذرية»، ولكن لم يكن ذلك سوى «في مجال البحث العلمي الصرف». أنهى قانون الولايات المتحدة للطاقة الذرية لعام 1946 (قانون ماكماهون) للتعاون التقني. أدى الكشف عن شبكة تجسس كندية شملت عالم الفيزياء البريطاني «ألان نان ماي» بينما كان مشروع القانون قيد الإعداد إلى إضافة الكونغرس الأمريكي عقوبة الإعدام لمشاركته «بيانات مقيدة» مع دول أجنبية. لازمت الجهود الرامية إلى إعادة بناء العلاقة الخاصة النووية مع الولايات المتحدة على مدى العقد التالي فضائح تجسس متكررة، بما في ذلك القبض على كلاوس فوشس في عام 1950، وهروب غاي بورغيس ودونالد ماكلين في عام 1951. خوفًا من رجوع الانعزالية الأمريكية مرة أخرى وخسارة بريطانيا مكانتها كقوة عظمى، استأنفت الحكومة البريطانية جهودها التطويرية الخاصة، التي تعرف اليوم باسم «الأبحاث عالية الانفجار».
كان الاختبار الناجح للقنبلة الذرية في عملية الإعصار في شهر أكتوبر/تشرين الأول من العام 1952 بمثابة إنجاز علمي وتكنولوجي مذهل. أضحت بريطانيا القوة النووية الثالثة في العالم، مؤكدةً مجددًا مكانتها كقوة عظمى، إلا أن الآمال في جذب انتباه الولايات المتحدة بما يكفي لاستعادة العلاقات الخاصة سرعان ما تبددت. في شهر نوفمبر/تشرين الثاني من العام 1952، أجرت الولايات المتحدة تجربة إيفي مايك، وهي أول تجربة ناجحة لقنبلة نووية حرارية حقيقية (قنبلة هيدروجينية). وعلى ذلك، فإن بريطانيا كانت لا تزال متخلفة عن ركب تكنولوجيا الأسلحة النووية بعدة سنوات. نظرت لجنة سياسة الدفاع، التي ترأسها تشرشل ومؤلفة من كبار أعضاء مجلس الوزراء، في التداعيات السياسية والاستراتيجية في شهر يونيو/حزيران من العام 1954، وخلصت إلى أنه «من الواجب علينا الحفاظ على موقفنا وتعزيزه كقوة عالمية حتى يتسنى لصاحبة الجلالة ممارسة تأثير قوي في وصاية العالم». في يوليو/تموز من العام 1954، وافقت حكومة مجلس الوزراء على المضي قدمًا بتطوير الأسلحة النووية الحرارية.